# Leonie Zado
Leonie Zado (* 13. Juni 2004 in Dresden) ist eine ehemalige deutsche Turnerin und Sportakrobatin.

## Leben
Leonie Zado ist am 13. Juni 2004 in Dresden geboren. Sie lebte und trainierte ebenfalls in Riesa.

Zado bei den Weltmeisterschaften in China, Balance

## Werdegang
Leonie Zado begann schon im Alter von 3 Jahren mit dem Turnen im Dresdner SC (DSC).  Später besucht sie die Sportgrundschule in Dresden, wobei ihre Leidenschaft dem Kunstturnen galt. In diesen jungen Jahren, erzielte sie viele Erfolge auf Sachsenmeisterschaften und auch anderen Wettkämpfen. Ab dem Jahr 2015 besuchte sie das Sportgymnasium Dresden. Mit diesem Umschwung folgte auch der Wechsel in die Sportakrobatik, nach dem Vorbild ihrer Mutter Sabine Zado, welcher ebenfalls ein bekannter Name in der Turn-/und Akrobatikwelt ist.
Zado startete ihre Karriere in der Sportakrobatik im DSC, wo sie unter Trainerin Petra Vitera trainierte. Später trainierte sie ebenfalls unter Igor und Nina Blintsov. In diesen Jahren erturnte sie sich in ihrer Dreiergruppe viele Erfolge. Unter anderem Bronze und Silber bei den Deutschen Meisterschaften 2015 in Wilhelmshaven, oder auch Gold bei den Deutschen Meisterschaften 2016 in Mainz. Ebenfalls erzielte Zado weitere Siege auf Meisterschaften, sowohl auch auf vielen Internationalen Wettkämpfen und Turnieren. Darunter zählt zum Beispiel der Maia-Cup in Portugal, oder auch das Winobranie Turnier in Polen.
Ihr größter Erfolg im Jahr 2016, war die Teilnahme an den Weltmeisterschaften der Sportakrobatik in Putjan, China.

Dynamik Übung, WM 2016 China

Nach Beendigung ihrer sportlichen Karriere, engagiert sie sich weiterhin für den Sport. Zado arbeitet neben ihrem Studium freiberuflich als Tänzerin und Choreographin.